# Mircea Mihai Munteanu
Mircea Mihai Munteanu (n. 26 mai 1933 - d. 14 august 1998) a fost un deputat român în legislaturile 1992-1996 și 1996-2000, ales în județul Prahova pe listele partidului PNȚCD/PER. După decesul său din 14 august 1998, Mircea Mihai Munteanu a fost înlocuit de către deputatul Bogdan Vițelar.